# 이정우 (가수)
이정우 (Lee Jung Woo, 1972년 12월 12일 서울특별시 ~ )는 대한민국의 남자 가수이다.
2010년 The Ballad Of Tears (Single)1집, 2011년 정규1집Parisien '빈말', 2012년 정규 2 집 '사랑한다 말하고' 발라드 음반을 발표하였고, 2018년 'Love' 이정우 Lee Jung Woo 정규 3집 발매, 2020년 'Endless Love' 이정우 Lee Jung Woo 정규 4집을 발표하였다,

## 학력
- 반포초등학교
- 신반포중학교
- 서초고등학교
- 동국대 연극영화영상학과

## 공식유튜브채널
https://www.youtube.com/@LeeJungWoo

## 공식팬사이트
https://leejungwoo.modoo.at/?link=7i1lnrcu